# Unkenpfuhle Marzahn
Die Unkenpfuhle Marzahn ist ein 3,3 Hektar großes Naturschutzgebiet um drei Gewässer im Berliner Ortsteil Marzahn des Bezirks Marzahn-Hellersdorf.  Dort werden seltene gefährdete und vom Aussterben bedrohte Tierarten und seltene gefährdete Pflanzenarten geschützt. Es liegt nördlich des Parkfriedhofes Marzahn, umgeben von einem Gewerbegebiet. An dem Naturschutzgebiet führt der Wanderweg Hönower Weg entlang.

## Unterschutzstellung
Die Unkenpfuhle Marzahn wurde durch Verordnung vom 25. Oktober 2001 mit Wirkung zum 10. Februar 2002 zum Naturschutzgebiet erklärt. Der vollständige Name des Gebietes lautet Naturschutzgebiet Unkenpfuhle Marzahn.
Der Schutzzweck laut Verordnung ist die dauerhafte Erhaltung des Gebiets als Lebensraum und Fortpflanzungsstätte seltener und gefährdeter Tierarten, insbesondere für die vom Aussterben bedrohte Rotbauchunke und die stark gefährdeten Arten Wechselkröte und Knoblauchkröte. Außerdem sollen die standort- und biotoptypisch ausgeprägten seltenen und gefährdeten Pflanzengesellschaften der Trockenrasen, ruderalen Halbtrockenrasen und Möhren-Steinklee-Gesellschaften erhalten werden.

## Geschichte
Das Gebiet um die Unkenpfuhl-Gewässer ist eine in der Weichseleiszeit abgelagerte, vorwiegend aus Geschiebemergeln bestehende Grundmoränenplatte. Es herrschen lehmiger Sand und Lehm auf schwer durchlässigem Lehm und Mergel vor. Im Jahr 1996 wurden bei Bodensondierungen im Bereich des Gewässers zwischen 0,4 und 0,8 Meter Tiefe eine wasserundurchlässige Lehm-Ton-Schicht nachgewiesen. Außerdem liegt zumindest stellenweise ein abdichtender Untergrund vor. Das Gewässer wird lediglich von niederschlags- und oberflächennahem Schichtwasser gespeist.
In den 1980er Jahren entstand die Neubausiedlung Marzahn. Wo jetzt das Naturschutzgebiet ist, war zur damaligen Zeit eine Baustelle. Im Jahr 1985 entstanden die Unkenpfuhle I und II durch Baugruben. Den Unkenpfuhlgraben hat man nördlich des Parkfriedhofs Marzahn in den 1990er Jahren angelegt, doch führt er den Unkenpfuhlen kein oder nur unwesentlich Wasser zu.

## Gewässer

### Unkenpfuhl I
Der Unkenpfuhl I ist 65 m² groß und entstand durch ein Überbleibsel des ehemaligen Marzahner Grenzgrabens. Er ist von hohen Gräsern umgeben, besitzt eine kleine Böschung von circa 1,50 Meter Höhe und läuft in Richtung Osten aus. Im Gewässer sind viele Wasserpflanzen und am Gewässersaum Binsen und Schilf. Durch die ganzjährige Wasserführung erfolgte im Jahr 1992 im südlichen Gewässerbereich die Folienabdichtung.

### Unkenpfuhl II
Der Unkenpfuhl II ist 250 m² groß und hat eine anschließende lang gestreckte Flachwasserzone von 300 m². Um das Gewässer sind Gehölze und Röhrichtstrukturen die Folge natürlicher Sukzession. Zum Schutz der Tiere und Pflanzen hat man verschiedene Eingriffe zur Pflege durchgeführt. Der Breitblättrige Rohrkolben wurde entfernt, um einer Verlandung entgegenzuwirken.

### Unkenpfuhl III

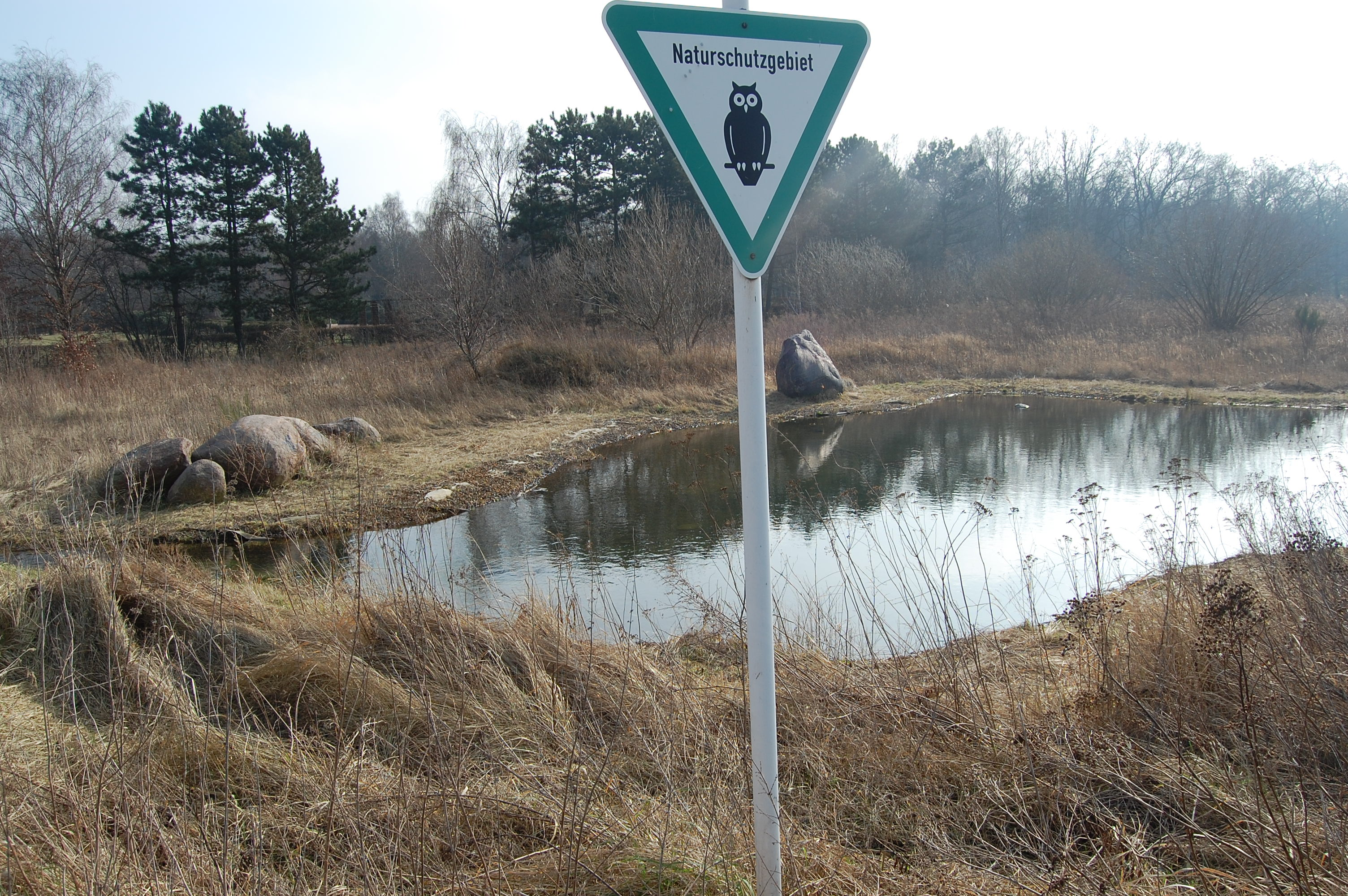
Unkenpfuhl III

Vom Natur- und Umweltamt Marzahn wurde Mitte der 1990er Jahre zur Stabilisierung und Förderung der im Gebiet ansässigen Lurchpopulation ein dritter, 300 m² großer Unkenpfuhl III angelegt. Mit der flachen Grabung mit Sohleabdichtung wurde eine zusätzliche wertvolle Feuchtbiotopstruktur geschaffen. Diesem Gewässer wird ständig Wasser zugeführt und rundherum liegen einige große Natursteine.

## Flora und Fauna
Dieses Naturschutzgebiet hat eine besondere Bedeutung, weil es als Laichgebiet für gefährdete Amphibienpopulationen dient. Es bietet einen Lebensraum für Wechselkröte, Knoblauchkröte, Moorfrosch, Teichmolch, Zauneidechse, Ringelnatter, Teichfrosch und 34 Schmetterlingsarten. Im gesamten Gebiet wurden verstreut Unterschlupfmöglichkeiten für Amphibien angelegt, die auch als Winterquartier und Rückzugsgebiet dienen.
In den Gewässern wachsen das Gemeine Hornblatt, der Wasser-Knöterich und Laichkräuter. Zwischen den Unkenpfuhlen haben sich in einer temporären Senke Kleinröhricht- und Binsen-Flutrasen angesiedelt. Am Unkenpfuhl II kommen Schilf- und Rohrkolben-Röhricht, am westlichen Randbereich und außerhalb des Naturschutzgebietes wächst der Landröhricht. Auf kleinen Flächen konnten 220 Farn- und Blütenpflanzen nachgewiesen werden. Sehr oft findet man in unmittelbarer Nähe des Wassers Halbtrockenrasen, auf dem die Wilde Möhre und Weißer Steinklee wachsen. Um die Tiere und Pflanzen nicht zu beeinträchtigen, wurde das gesamte Gebiet eingezäunt und ist nicht begehbar.
Der Name des Gebiets geht vermutlich auf die Amphibienart Rotbauchunke zurück, die ein wesentlicher Anlass zur Unterschutzstellung war, aber mittlerweile dort ausgestorben ist. 1996, vor Ausweisung des Schutzgebiets, war die Art dort vereinzelt, mit wenigen Individuen, nachweisbar. Die Art wurde in der Schutzgebietsverordnung noch als vorkommend vermerkt, ist aber inzwischen im Gebiet ausgestorben.

## Schutzzweck und Pflege
Das Gebiet wird als Lebensraum und Fortpflanzungsstätte geschützt mit der Begründung, dass dort seltene, gefährdete und vom Aussterben bedrohte Tierarten leben. Außerdem wachsen dort im standort- und biotoptypisch ausgeprägten Naturschutzgebiet seltene, gefährdete Pflanzenarten. Um es dauerhaft zu erhalten, wurden insbesondere Maßnahmen zur Stabilisierung der Wasserstände an den Unkenpfuhlen I und II durchgeführt, Überreste der Baustelle wurden beräumt, Schächte verfüllt und Zäune entfernt. Außerdem hat man einen Teil der großen Außenumzäunung erneuert sowie Rodungs- und Mahdarbeiten durchgeführt. Das Gebiet wird ehrenamtlich betreut.